# Mitsubishi Lancer
La Lancer est une voiture familiale du constructeur automobile japonais Mitsubishi. 
Depuis son lancement en 1973, six millions d'exemplaires ont été vendus. 
La dernière génération de Lancer n'a été produite qu'à Taïwan pour certains marchés asiatiques sous le nom de Mitsubishi Grand Lancer

## Versions
Neuf générations se sont succédé :
- 1e version : 1973 - 1979
- 2e version : 1979 - 1982
- 3e version : 1982 - 1987
- 4e version : 1988 - 1992
- 5e version : 1991 - 1995
- 6e version : 1995 - 2000
- 7e version : 2000 - 2007
- 8e version : 2007 - 2017
- 9e version : 2017 – 2024

## Mitsubishi Lancer 1600 GSR (1973 - 1979)

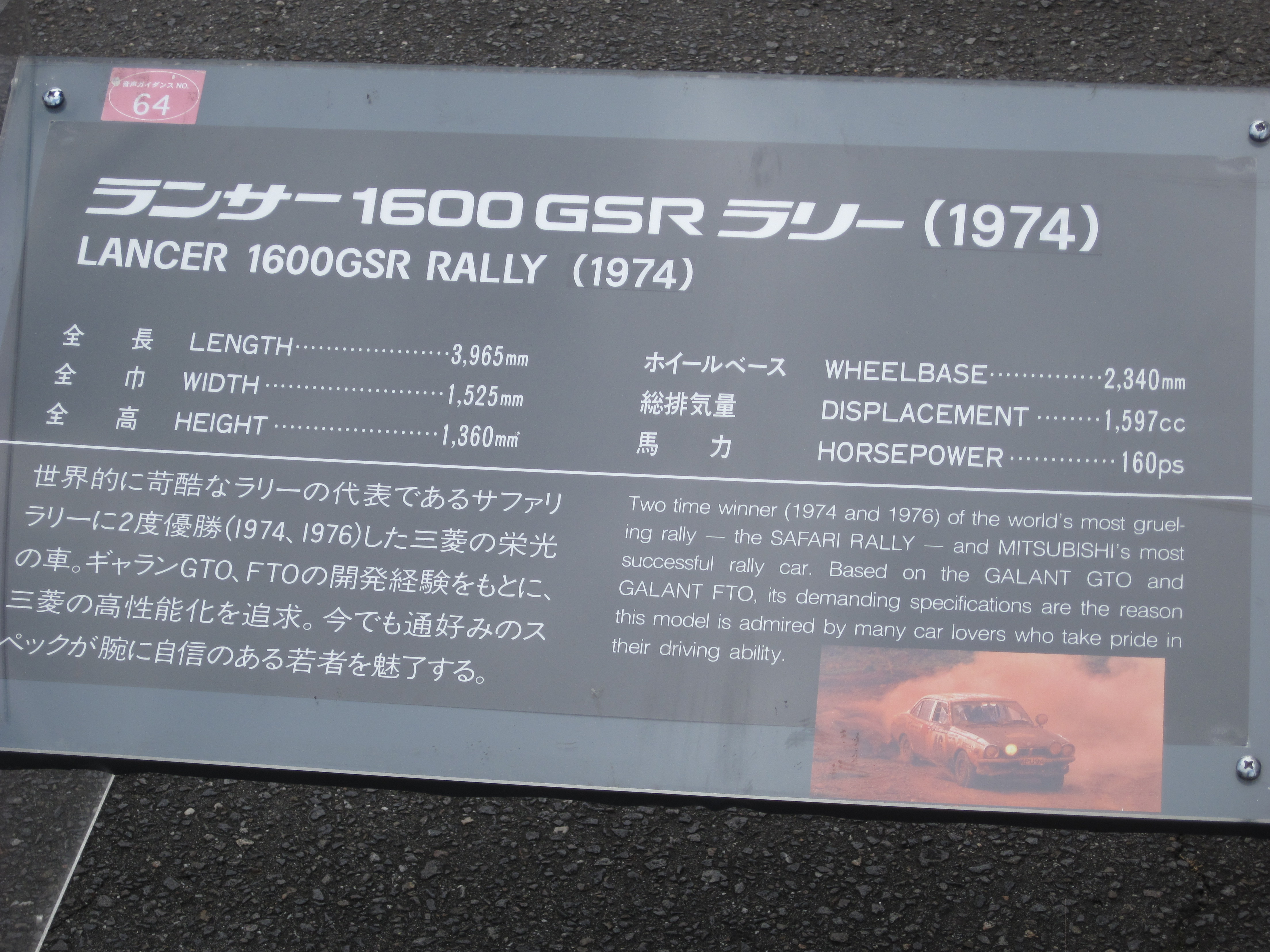
Descriptif de la voiture, au Passenger Car Engineering Center Museum de Mitsubishi à Okazaki-city, Aichi (Japon).

Aussi appelée Colt Lancer 1600 GSR sur le marché européen. Elle est issue des modèles Galant GTO (en) et Galant FTO (en), modifiés pour la course : L:3.965, l:1.525, h:1.360, empattement : 2,350 m.
Surnommée la Reine des voitures en Afrique grâce à ses victoires sur ce continent, elle a été conçue par Mitsubishi Motors pour résister aux parcours hors pistes les plus difficiles. 
Dans les spécifications de rallye, la GSR produit 126 kW (171 PS; 169 hp) à 7 800 tr/min (la version citadine initiale développant 110 PS pour 81 kW).
Après quelques succès sporadiques de la Colt et de la Galant en rallye, la marque décide de développer un modèle de Lancer dans le but spécifique de remporter le Safari Rally, avec ses plus de 6 000 km de difficiles parcours sous des températures équatoriales et des vents brûlants, seule une voiture sur cinq réussissant en moyenne à atteindre Nairobi à l'époque. Mitsubishi engage des équipages officiels d'usine entre 1974 et 1977 pour arriver à ses fins : en quatre ans, une seule de ses treize voitures ne franchit pas la ligne d'arrivée ; en 1976 le podium est même entièrement aux couleurs de la marque (1er Singh, 2e Ulyate et 3e Cowan), tout comme lors de la première édition du Rallye Croix du Sud disputée par la voiture en 1973 (avec en prime la quatrième place également), qui fera encore un et deux au Rallye de Côte d'Ivoire 1977.
Même après la fin de la production de sa première version, la Mitsubishi Lancer GSR est restée une voiture africaine encore fréquemment rencontrée en course dans les années 1980, entre les mains d'équipages privés. Le déclin des courses de pure endurance et la montée en puissance des voitures du groupe B signe malgré tout sa disparition.

### Palmarès

#### Victoires en WRC
(apparitions en WRC entre 1974 et 1977)
| # | Année | Course                                 | Pilote         | Copilote   |
| - | ----- | -------------------------------------- | -------------- | ---------- |
| 1 | 1974  | 22e East African Safari Rally du Kenya | Joginder Singh | David Doig |
| 2 | 1976  | 24e Safari Rally du Kenya              | Joginder Singh | David Doig |

(nb : en 1976 Robin Ulyate termine second, et Andrew Cowan troisième, avec le même modèle ; Kenjiro Shinozuka a aussi l'occasion de conduire la voiture en mondial, en 1976 et 1977)

#### Autres victoires
- Rallye Croix du Sud : à quatre reprises consécutives par Andrew Cowan, en 1973 et 1974 (copilote John Bryson; J. Singh second en 1974), 1975 et 1976 (copilote Fred Gocentas);
- Championnat d'Écosse des rallyes en 1976, avec Andrew Cowan;
- Rallye Bandama Côte d'Ivoire : en 1977 par Andrew Cowan, associé à Johnstone Syer (2e J. Singh; épreuve disputée sous observation FIA, un an avant l'intégration en WRC);
- Rallye international Safari du Zaïre: en 1979 par le français Jean-François Vincens, associé à Félix Giallolacci[4].

Les deux Mitsubishi Lancer 1600 GSR vainqueurs des Rallye Safari 1974 et 1976 (avec J. Singh et D. Doig)
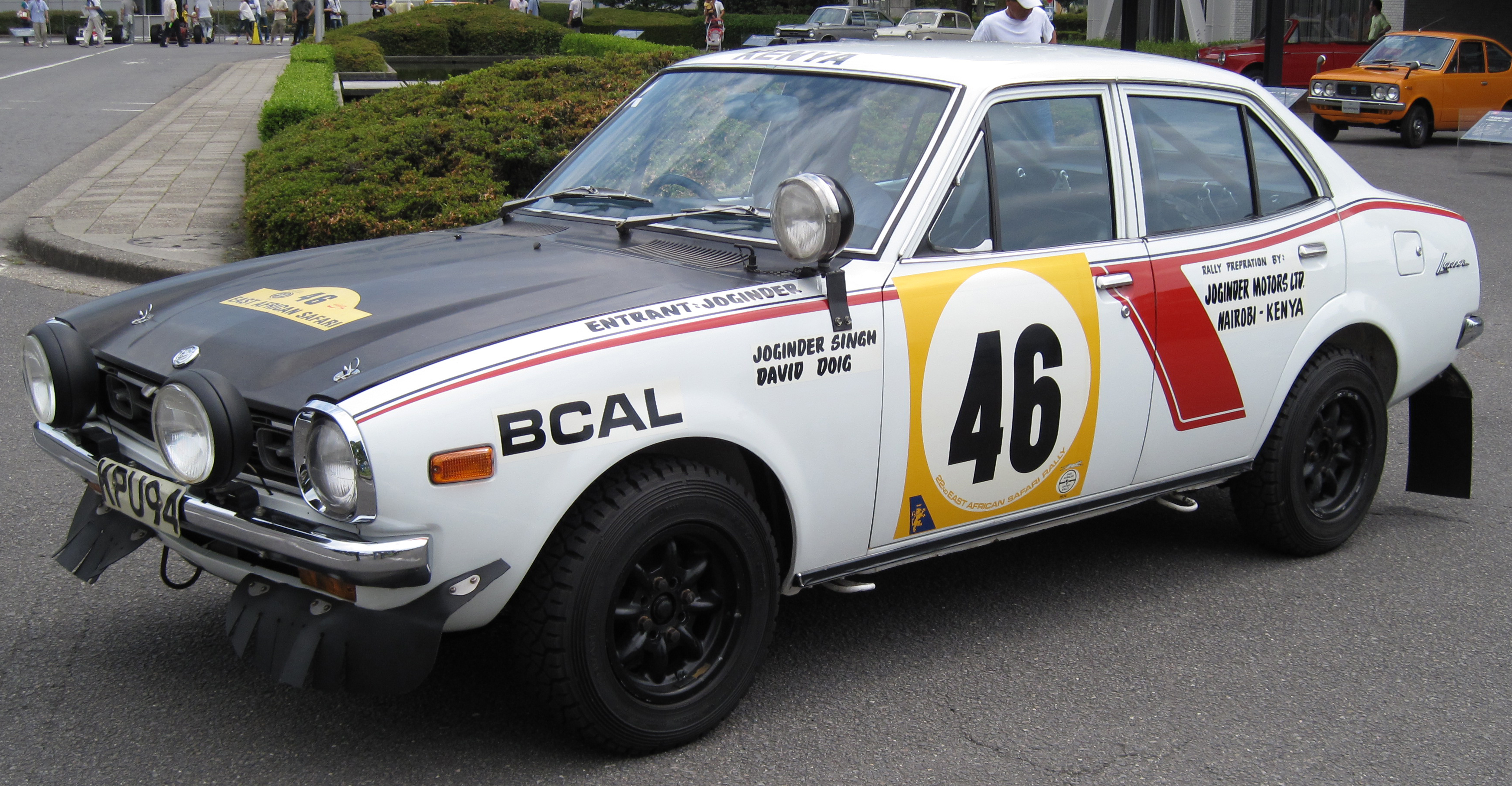
1974 (n°46)
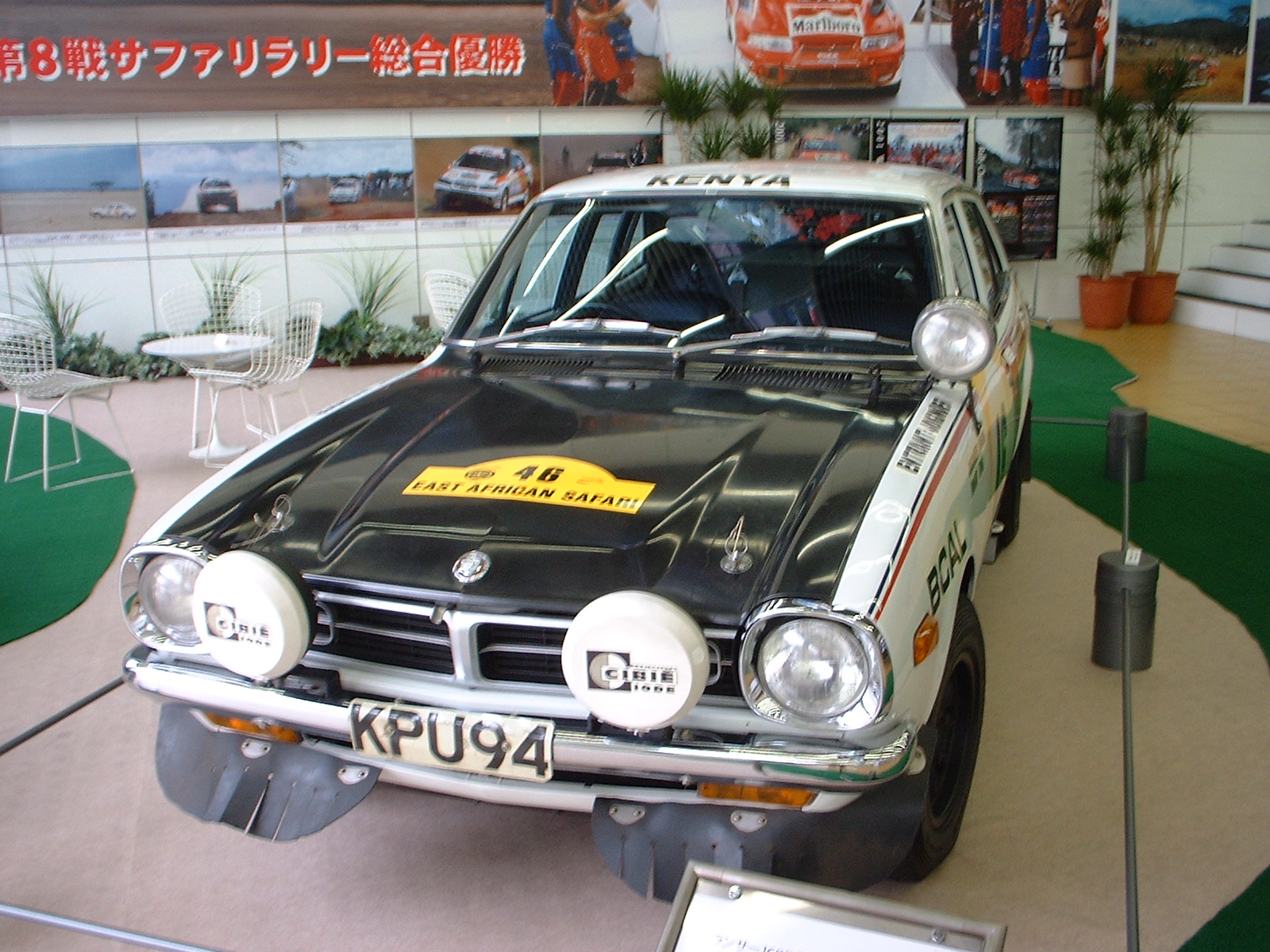
1974 (n°46)
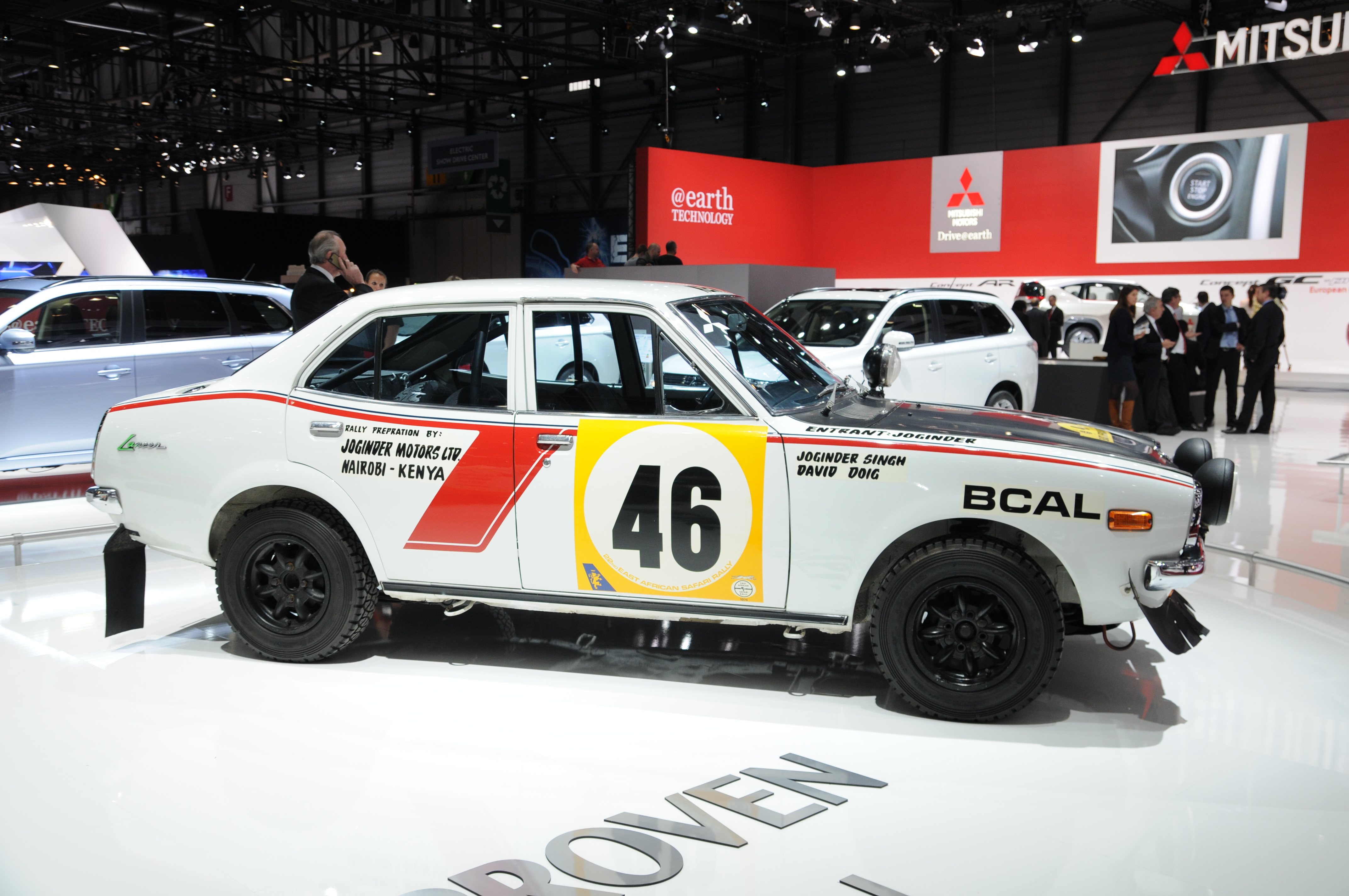
1974 (n°46)
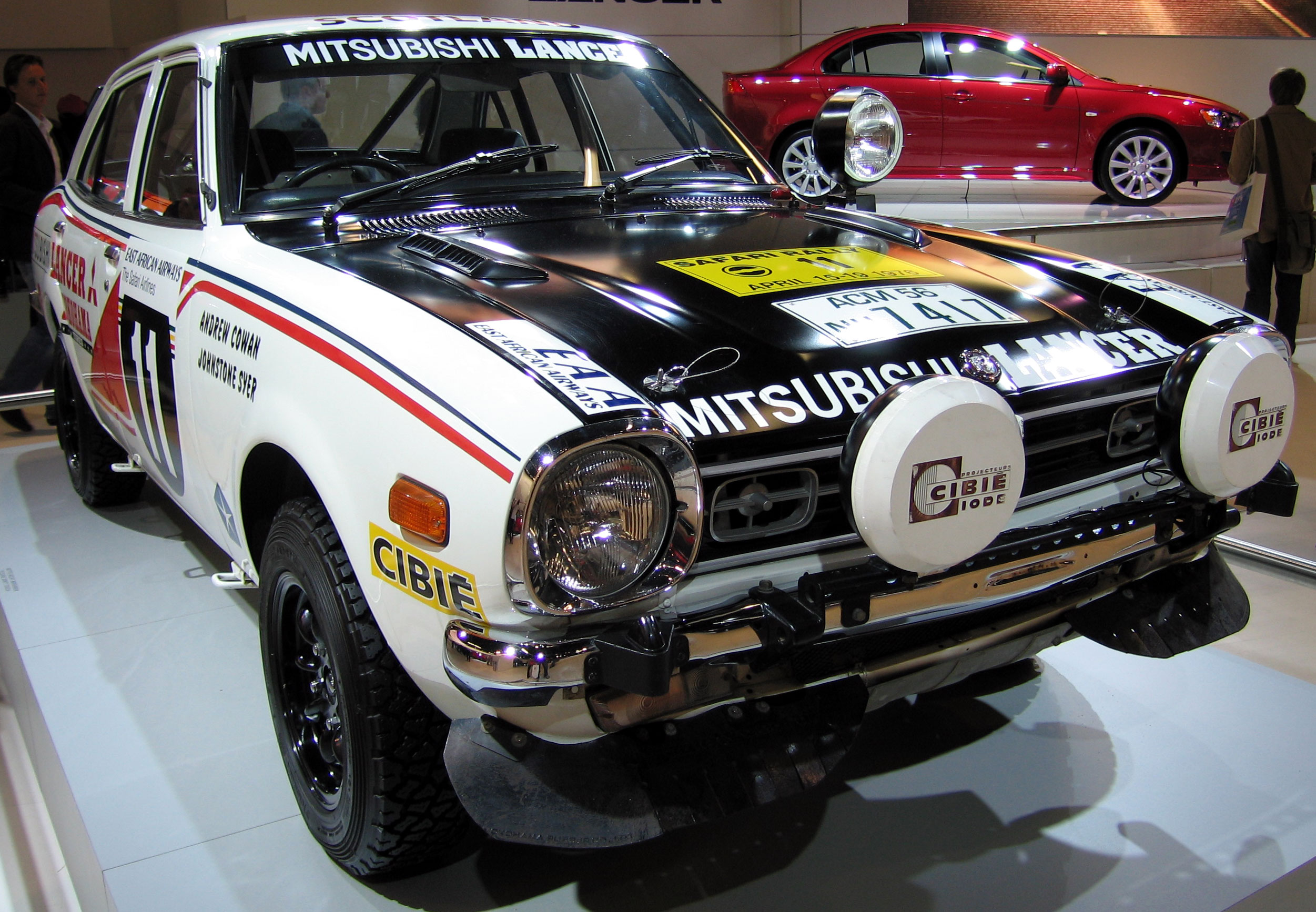
1976 (n°11)
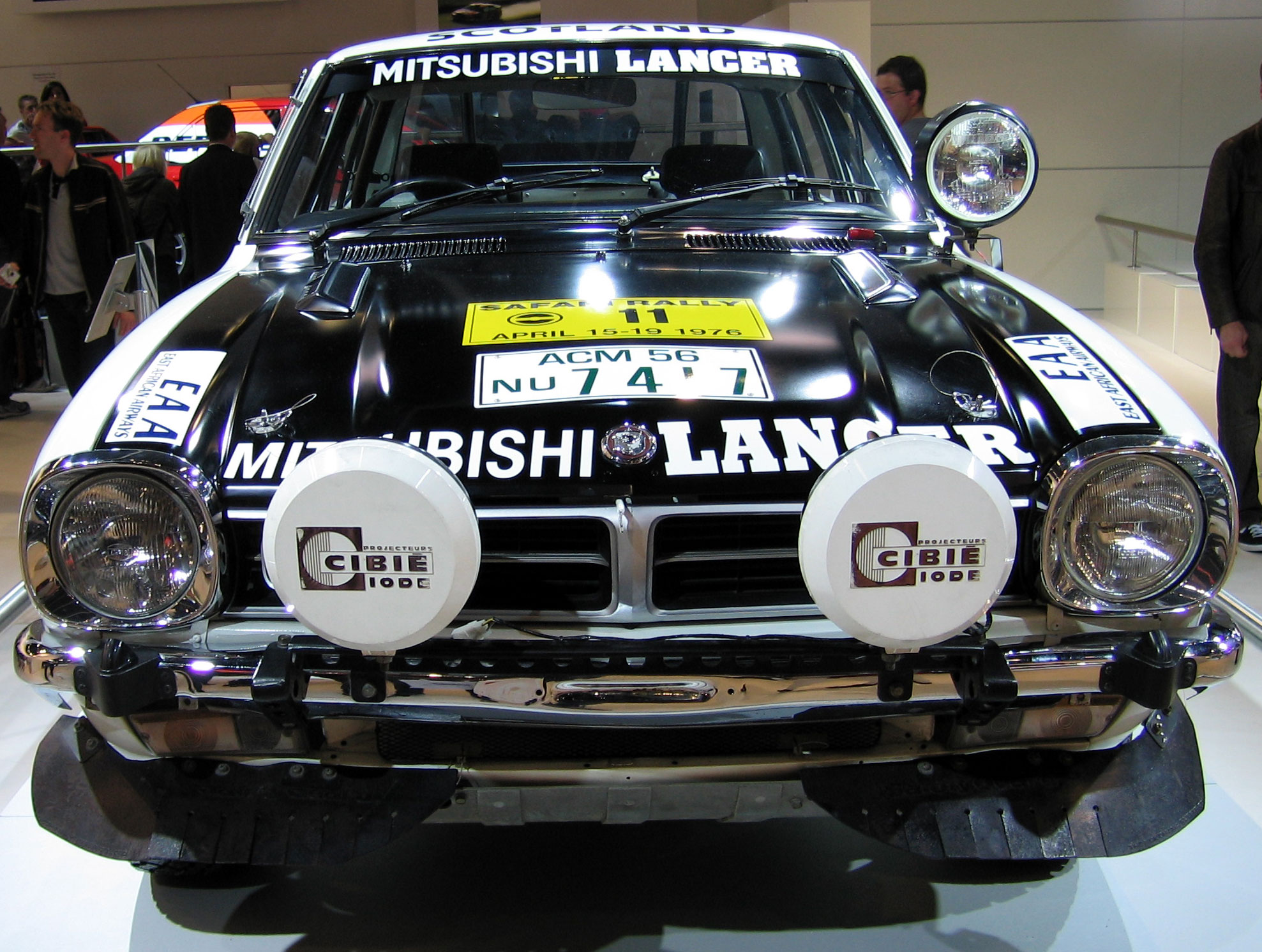
1976 (n°11)
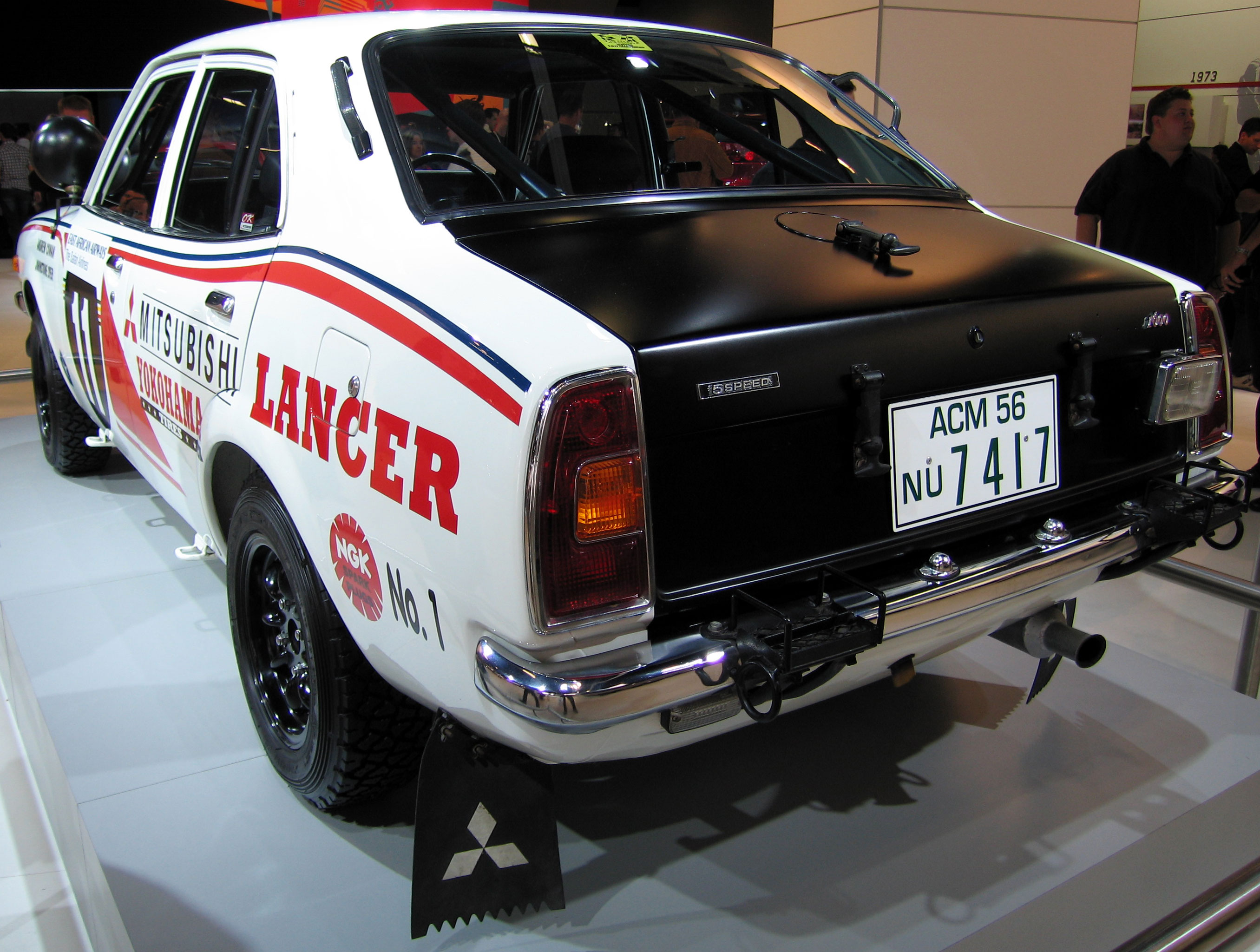
1976 (n°11)